# Heuristik (datalogi)
För andra betydelser, se Heuristik.
En heuristik är inom datalogi en metod eller algoritm för att lösa ett beräkningskomplext problem snabbare när klassiska metoder är för långsamma, eller för att hitta en ungefärlig lösning när klassiska metoder misslyckas med att hitta en exakt lösning. Detta uppnås genom att göra avkall på optimalitet, komplett genomsökning, korrekthet eller precision. Vanliga tillämpningsområden är matematisk optimering, datautvinning och artificiell intelligens. Heuristiker kan till exempel användas för att lösa NP-fullständiga problem, till exempel handelsresandeproblemet. Exempel på heuristiker är suboptimering, giriga algoritmer och tumregler.